# Часозвоня (Великий Новгород)
«Часозво́ня» — башня с часами в новгородском Детинце. Расположена в
северо-западной его части. С запада к ней вплотную примыкает здание Судного и Духовного
приказов, с востока — церковь Сергия Радонежского (без купола), с севера — пристройка конца XIX века.

## История

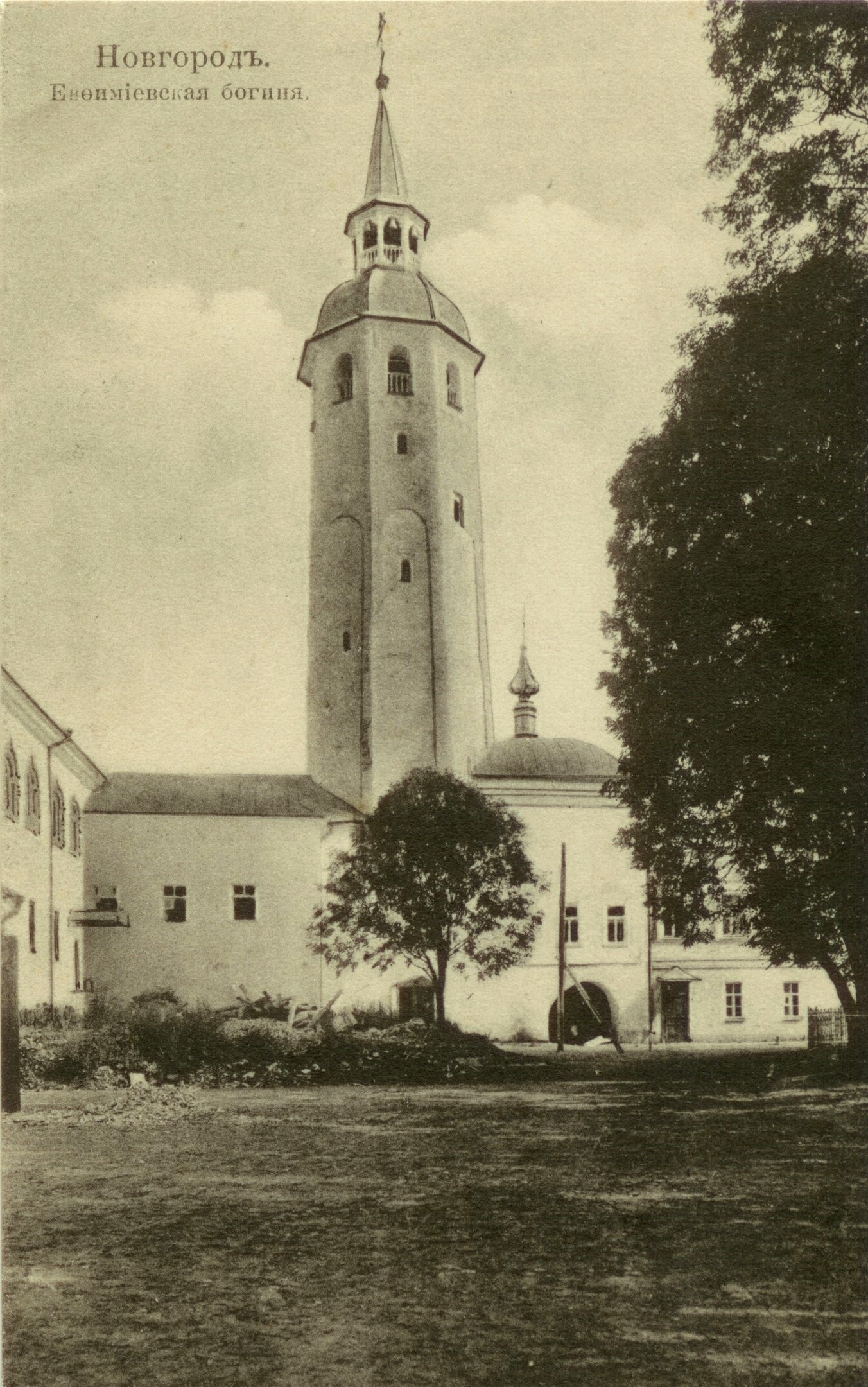
Евфимьевская часозвоня в конце XIX века

Долгое время было принято считать, что часозвоня построена в 1443 году (вторая версия — в 1436 году) при архиепископе Евфимии II. Во многих источниках она так и называется — Евфимьевская часозвоня или Евфимиева башня. Научные изыскания сообщают, что каменная сторожня Евфимия находилась в другом месте. Её остатки обнаружены между Митрополичьей и Фёдоровской башнями. Она действительно была построена в 1443 году и простояла до 1671 года.
Нынешняя часозвоня построена в 1673 году по заказу новгородского митрополита Иоакима. Автор проекта и имена мастеров неизвестны.
В верхней части часозвони находятся 4 циферблата (сориентированы примерно по сторонам света), связанные единым часовым механизмом. До недавнего времени каждый час и полчаса отбивались ударами небольшого колокола на 60 пудов. Колокол был отлит в 1647 году.
Первоначально часозвоня завершалась двумя рядами кокошников, барабаном и куполом с крестом. В первой половине XIX века верх часозвони был перестроен: восьмерик стал венчаться восьмигранным куполом, на котором стояли столбики с перилами. Они поддерживали небольшой купол со шпилем и крестом.

## Современное состояние
В годы Великой Отечественной войны описанная верхняя часть была разрушена и долгие годы часозвоню прикрывала обычная конусовидная крыша. В 1970-х гг. исторический облик (до перестройки купола в XIX веке) постройки был восстановлен.
Под часозвоней имеется полукруглая проездная арка, через которую можно попасть в северо-западную часть Детинца к Фёдоровской и Митрополичьей башням.
Сама постройка имеет заметный на глаз наклон в северо-западную сторону. Она является самым высоким сооружением новгородского Детинца и, как правило, присутствует на традиционных видах Новгорода.